# The Outsiders (musikgrupp)
The Outsiders var en amerikansk rockgrupp från Cleveland, Ohio som bildades 1964. Gruppen har inkluderat ett otal medlemmar men leddes av gitarristen och låtskrivaren Tom King (1942-2011). Under deras mest framgångsrika period 1966 bestod gruppen av Sonny Geraci (sång), Tom King (gitarr), Mert Madsen (bas, munspel), Bill Bruno (gitarr), och Rick Biagiola (trummor).
De plockades upp av Capitol Records och fick med debutsingeln "Time Won't Let Me" från 1966 en amerikansk hitsingel som nådde femteplatsen på Billboard Hot 100-listan. Uppföljarna "Girl in Love" och "Respectable" (cover av en Isley Brothers-låt) blev också framgångar samma år. Gruppen var aktiv fram till 1968.

## Diskografi, studioalbum
- Time Won't Let Me (1966)
- Album No. 2 (1966)
- The Outsiders In (1967)